# Амнатчарен (провинция)
Амнатчарен (тайск. อำนาจเจริญ) — одна из 77-и провинций Таиланда. Расположена на востоке страны, на границе с Лаосом. Граничит с таиландскими провинциями Убонратчатани, Ясотхон и Мукдахан. Провинция находится в долине Меконга.
Население — 278 893 человек (2010, 67-е место среди провинций), проживающих на территории 3 161,2 км² (60-я).
Административный центр провинции — город Амнатчарен. Провинция разделена на семь районов-ампхе. До 12 января 1993 года территория провинции Амнатчарен входила в состав провинции Убонратчатани. Тем самым Амнатчарен, наряду с образованными в тот же день провинциями провинции Нонгбуалампху и провинции Сакэу, является одной из трёх самых молодых провинций Таиланда.

## Климат
Климат тропический, сезон дождей с июля по сентябрь и сухой сезон с ноября по март. Максимальные температуры до 40 °C, минимальные ночью до 12 °C. В сезон дождей случаются наводнения.

## Административное деление

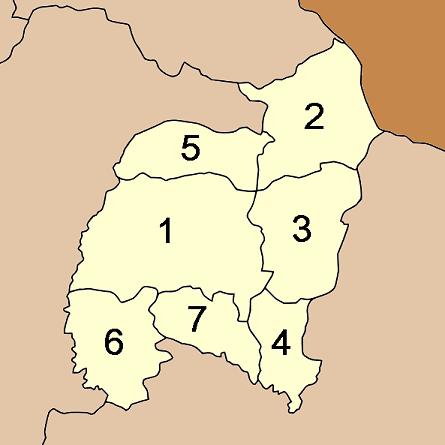
Административное деление провинции Амнатчарен

Провинция подразделяется на 7 районов (ампхе), которые, в свою очередь, состоят из 56 подрайонов (тамбон) и 653 поселений (мубан).
1. Mueang Amnat Charoen
2. Chanuman
3. Pathum Ratchawongsa
4. Phana
5. Senangkhanikhom
6. Hua Taphan
7. Lue Amnat

## Экономика
Провинция принадлежит к числу беднейших в Таиланде, так как постоянные засухи и наводнения существенно затрудняют ведение сельского хозяйства. Основные сельскохозяйственные культуры — рис, хлопок, джут, производится шёлк. В провинции также разводят крупный рогатый скот и свиней, а также ловят рыбу. Туризм практически не развит.